# Darian King
Darian King (Bridgetown, 26 de abril de 1992) é um tenista profissional barbadense.

## Carreira
Darian King foi responsável na Copa Davis ao vencer a Equipe Chilena. No Rio 2016 representou sua nação na competição de simples.